# Karakoyun, Tuzluca
Karakoyun là một xã thuộc huyện Tuzluca, tỉnh Iğdır, Thổ Nhĩ Kỳ. Dân số thời điểm năm 2011 là 128 người.